# Historische Elo-Zahl
Als historische Elo-Zahl bezeichnet man eine Elo-Zahl, die für Schachmeister errechnet wurde, die vor der Einführung der Elo-Zahlen aktiv waren. Sie soll dabei helfen, die Spielstärke von früheren und aktiven Schachmeistern zu vergleichen.
Die FIDE führte die Elo-Zahlen im Jahre 1970 ein. Seitdem werden alle zur Wertung angemeldeten Turniere erfasst und ausgewertet. Die Kompilierung aller zuvor ermittelten Turnierergebnisse ist indessen durchaus möglich, und der Anwendung der heute üblichen Berechnungsmethode auf eine längst vergangene Zeit steht nichts im Wege.
Bereits Arpad Elo selbst stellte solche Berechnungen an, allerdings fehlte ihm eine umfassende und zuverlässige Datenbasis.
Der US-amerikanische Mathematiker Jeff Sonas erfasste zeitweilig alle verfügbaren historischen Wettkampf- und Turnierergebnisse und veröffentlichte seine Berechnungen im Internet. Er verwendete allerdings nicht den Begriff „historische Elo“, sondern nannte sein System „Chessmetrics“. Seit 2005 veröffentlicht Sonas keine aktualisierten Daten mehr.
Die auf diese Weise ermittelten Daten geben einen gewissen Aufschluss über die Spielstärke der Schachmeister der Vergangenheit – beziehungsweise über ihren tatsächlichen, nämlich mathematisch errechneten Rang – im Vergleich mit ihren Zeitgenossen.
Sonas errechnete auf Basis seiner Rückrechnungen auch die theoretischen Zahlen der später von der FIDE gewerteten Turniere (die Berechnungen werden laufend aktualisiert) und kam zu abweichenden Ergebnissen. Insbesondere kam hier die (oft bemängelte) Inflationsanfälligkeit der Elo-Zahl zum Vorschein, da Sonas’ Zahlen weit höher liegen als die von der FIDE veröffentlichten. Aufgrund der heterogenen Struktur von Sonas’ Partiendatenbank gehen in seine Berechnungen allerdings auch Partien ein, die – damals wie heute – nicht unter Turnierbedingungen gespielt wurden, wie beispielsweise Schnellpartien, Simultanpartien und Partien von Thematurnieren.
Die höchste historische Elo-Zahl wurde für Bobby Fischer berechnet; im Oktober 1971 betrug sie 2895.